# Noah Kahan
Noah Kahan, född 1 januari 1997 i Strafford, Vermont, är en amerikansk singer-songwriter som skrev skivkontrakt med Republic Records 2017. Han släppte sin första låt "Young Blood" i januari 2017 och släppte därefter fyra låtar till under det året. 
Kahan gjorde sin TV-debut när han gästade The Late Show with Stephen Colbert 2018 och sjöng låten "Hurt Somebody" som Julia Michaels senare även medverkade på.